# Shailene Woodley
Shailene Diann Woodley (Simi Valley, 15 novembre 1991) è un'attrice statunitense.
Ha acquistato notorietà per il ruolo di Amy Juergens nella serie televisiva La vita segreta di una teenager americana (2008-2013), ha ricevuto grandi consensi la sua interpretazione di Alexandra King in Paradiso amaro di Alexander Payne (2011), per il quale si è aggiudicata un Independent Spirit Award e ha ricevuto una candidatura ai Golden Globe. In seguito ha vestito i panni di Beatrice "Tris" Prior in Divergent (2014), Insurgent (2015) e Allegiant (2016), trasposizioni cinematografiche della trilogia di romanzi di Veronica Roth. Nel 2017 ha recitato al fianco di Nicole Kidman e Reese Witherspoon nella miniserie TV Big Little Lies - Piccole grandi bugie, interpretazione che le frutta una nomination agli Emmy Awards nella categoria "miglior attrice non protagonista in una miniserie o film".

## Biografia
Primogenita di Lori Victor, una consulente scolastica, e Lonnie Woodley, un preside, nasce nella San Bernardino Valley, in California, dove vive insieme ai genitori e al fratello minore Tanner. I genitori in seguito si separeranno, durante l'adolescenza di Shailene. A cinque anni comincia a recitare, guadagnandosi la sua prima parte nel mondo dello spettacolo nel 1999, quando viene scritturata per recitare un piccolo ruolo nel film TV Senza papà. In seguito partecipa a varie serie televisive, tra cui Senza traccia, The District, Crossing Jordan e anche in The O.C., dove reciterà nella prima stagione la parte di Kaitlin Cooper, venendo poi sostituita da Willa Holland.
Raggiunge il successo grazie al ruolo di Amy Juergens nella serie televisiva di ABC Family La vita segreta di una teenager americana, di cui è protagonista dal 2008. La serie ruota attorno alle vicende dell'adolescente Amy, alle prese con una gravidanza inaspettata a 15 anni e le ripercussioni che questo ha nella sua vita. Nel 2011 ottiene il suo primo ruolo importante per il cinema, partecipando al film Paradiso amaro di Alexander Payne, vincendo un Independent Spirit Awards e ricevendo una nomination ai Golden Globe 2012 come migliore attrice non protagonista. Nel 2012 viene scelta per interpretare il ruolo di Mary Jane Watson in The Amazing Spider-Man 2 - Il potere di Electro, girando le sue scene nei primi mesi del 2013; a giugno, tuttavia, viene annunciato che le sue scene sono state tagliate dal film e che l'attrice comparirà forse in eventuali seguiti.
Nel 2013 l'attrice recita in The Spectacular Now e soprattutto assume la parte della protagonista Beatrice "Tris" Prior nel film Divergent, tratto dall'omonimo romanzo di Veronica Roth, accanto a Theo James. La pellicola, uscita nella primavera 2014, ha incassato 288 milioni di dollari in tutto il mondo. Shailene è inoltre stata riconfermata come protagonista per i tre sequel del film: The Divergent Series: Insurgent, uscito nel 2015, e The Divergent Series: Allegiant, uscito nel 2016. L'uscita della seconda parte della saga Allegiant, con il titolo The Divergent Series: Ascendant, era prevista per il 2017.
Nel 2014 recita nel film Colpa delle stelle, tratto dall'omonimo romanzo di John Green, che vede l'attrice nei panni della protagonista Hazel Grace Lancaster accanto ad Ansel Elgort (Augustus), compagno di riprese anche in Divergent. Nel 2015 viene candidata al premio BAFTA come migliore stella emergente. Nel 2016 è protagonista accanto a Joseph Gordon-Levitt del thriller internazionale Snowden, pellicola diretta da Oliver Stone, che narra la storia di un ex tecnico della CIA e della NSA indagato dal Governo degli Stati Uniti. Nell'ottobre 2016 viene arrestata mentre protestava insieme ad alcuni membri della comunità Sioux contro un progetto per un oleodotto in North Dakota, venendo rilasciata la sera stessa. Nel 2017 è protagonista, insieme a Reese Witherspoon e Nicole Kidman, della miniserie TV Big Little Lies - Piccole grandi bugie.
Nel giugno del 2018 è protagonista della pellicola Resta con me, diretta da Baltasar Kormákur. Nel film, tratto da una storia vera, interpreta il ruolo di Tami Oldham, che insieme al suo fidanzato decide di fare una regata attraverso l'oceano Pacifico ma viene travolta da un gigantesco ciclone.

## Filmografia

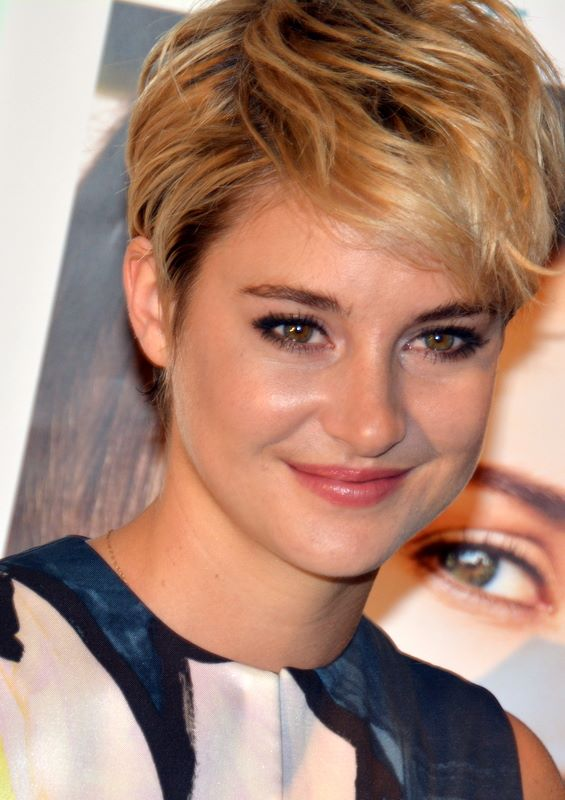
Shailene Woodley alla première di White Bird a Parigi (2014)

### Attrice

#### Cinema
- Moola, regia di Don Most (2007)
- Paradiso amaro (The Descendants), regia di Alexander Payne (2011)
- The Spectacular Now, regia di James Ponsoldt (2013)
- Divergent, regia di Neil Burger (2014)
- White Bird (White Bird in a Blizzard), regia di Gregg Araki (2014)
- Colpa delle stelle (The Fault in Our Stars), regia di Josh Boone (2014)
- The Divergent Series: Insurgent, regia di Robert Schwentke (2015)
- The Divergent Series: Allegiant, regia di Robert Schwentke (2016)
- Snowden, regia di Oliver Stone (2016)
- Resta con me (Adrift), regia di Baltasar Kormákur (2018)
- Ricomincio da te - Endings, Beginnings (Endings, Beginnings), regia di Drake Doremus (2020)
- The Mauritanian, regia di Kevin Macdonald (2021)
- L'ultima lettera d'amore (The Last Letter from Your Lover), regia di Augustine Frizzell (2021)
- La vita dopo - The Fallout (The Fallout), regia di Megan Park (2021)
- To Catch a Killer - L'uomo che odiava tutti, regia di Damián Szifron (2023)
- Dumb Money, regia di Craig Gillespie (2023)
- Il robot che sembrava me - Robots (Robots), regia di Casper Christensen (2023)
- Ferrari, regia di Michael Mann (2023)
- Killer Heat, regia di Philippe Lacôte (2024)

#### Televisione
- Senza papà (Replacing Dad) – film TV, regia di Joyce Chopra (1999)
- The District – serie TV, episodi 2x09-3x03-3x16 (2001-2003)
- Crossing Jordan – serie TV, 4 episodi (2001-2004)
- Senza traccia (Without a Trace) – serie TV, episodio 1x16 (2003)
- The O.C. – serie TV, 6 episodi (2003-2004)
- Una nuova casa (A Place Called Home) – film TV, regia di Michael Tuchner (2004)
- Tutti amano Raymond (Everybody Loves Raymond) – serie TV, episodio 8x15 (2004)
- Jack & Bobby – serie TV, episodi 1x07-1x12 (2004-2005)
- C'era una volta una principessa (Once Upon a Mattress) – film TV, regia di Kathleen Marshall (2005)
- Le avventure di Felicity (Felicity: An American Girl Adventure) – film TV, regia di Nadia Tass (2005)
- My Name Is Earl – serie TV, episodio 1x23 (2006)
- Close to Home - Giustizia ad ogni costo – serie TV, episodio 2x13 (2007)
- CSI: NY – serie TV, episodio 3x19 (2007)
- Contatto finale (Final Approach) – film TV, regia di Armand Mastroianni (2007)
- Cold Case - Delitti irrisolti – serie TV, episodio 5x03 (2007)
- La vita segreta di una teenager americana (The Secret Life of the American Teenager) – serie TV, 121 episodi (2008-2013)
- Big Little Lies - Piccole grandi bugie (Big Little Lies) – serie TV, 14 episodi (2017-2019)
- Materia viva - documentario, regia di Stefania Vialetto, Andrea Frassoni e Marco Falorni (2023)
- Three Women – serie TV, 10 episodi (2024)

#### Videoclip
- Our Deal dei Best Coast, regia di Drew Barrymore

### Produttrice
- Resta con me (Adrift), regia di Baltasar Kormákur (2018)
- L'ultima lettera d'amore (The Last Letter from Your Lover), regia di Augustine Frizzell (2021)

## Doppiatrici italiane
Nelle versioni in italiano delle opere in cui ha recitato, Shailene Woodley è stata doppiata da:
- Valentina Favazza in Divergent, White Bird in a Blizzard, The Divergent Series: Insurgent, The Divergent Series: Allegiant, Snowden, Resta con me, Ricomincio da te - Endings, Beginnings, La vita dopo - The Fallout, Il robot che sembrava me - Robots, Ferrari, Dumb Money, Killer Heat[10]
- Erica Necci in Le avventure di Felicity, La vita segreta di una teenager americana, Big Little Lies - Piccole grandi bugie, L'ultima lettera d'amore
- Rossa Caputo in The Spectacular Now, Colpa delle stelle
- Federica Parente in Paradiso amaro
- Chiara Leoncini in The Mauritanian
- Lucrezia Marricchi in The O.C.
- Domitilla D'Amico in CSI: NY
- Jessica Bologna in To Catch a Killer - L'uomo che odiava tutti

## Riconoscimenti
- Golden Globe
  - 2012 - Candidatura come miglior attrice non protagonista per Paradiso amaro
  - 2018 - Candidatura come miglior attrice non protagonista in una serie, miniserie o film per la TV per Big Little Lies
- BAFTA
  - 2015 - Candidatura come miglior stella emergente
- Emmy Awards
  - 2017 - Candidatura come miglior attrice non protagonista in una miniserie o film per la TV per Big Little Lies - Piccole grandi bugie
- Independent Spirit Awards
  - 2012 - Miglior attrice non protagonista per Paradiso amaro
- MTV Movie & TV Awards
  - 2014 - Candidatura come miglior bacio (con Miles Teller) per The Spectacular Now
  - 2015 - Miglior performance femminile per Colpa delle stelle[11][12]
  - 2015 - Miglior bacio (con Ansel Elgort) per Colpa delle stelle
  - 2015 - Candidatura come miglior coppia (con Ansel Elgort) per Colpa delle stelle
  - 2015 - Candidatura come miglior eroe per The Divergent Series: Insurgent
  - 2015 - MTV Trailblazer Award
- People's Choice Awards
  - 2015 - Miglior coppia (con Theo James) per Divergent
- Teen Choice Awards
  - 2014 - Migliore attrice per un film d'azione per Divergent
  - 2014 - Migliore attrice per un film drammatico per Colpa delle stelle
  - 2014 - Miglior intesa (con Ansel Elgort e Nat Wolff) per Colpa delle stelle
  - 2014 - Miglior bacio (con Ansel Elgort) per Colpa delle stelle
  - 2015 - Miglior attrice in un film d'azione per The Divergent Series: Insurgent[13]
  - 2015 - Miglior bacio in un film (con Theo James) per The Divergent Series: Insurgent
- Young Artist Award
  - 2005 - Candidatura come miglior attrice protagonista in una serie TV, miniserie o telefilm per Le avventure di Felicity
  - 2006 - Candidatura come miglior attrice protagonista in una serie TV, miniserie o telefilm per Una nuova casa